# Passaloecus gracilis
Passaloecus gracilis är en stekelart som först beskrevs av Curtis 1834.  Passaloecus gracilis ingår i släktet Passaloecus, och familjen Crabronidae. Enligt den finländska rödlistan är arten starkt hotad i Finland. Arten är reproducerande i Sverige. Artens livsmiljö är skogar.

## Bildgalleri

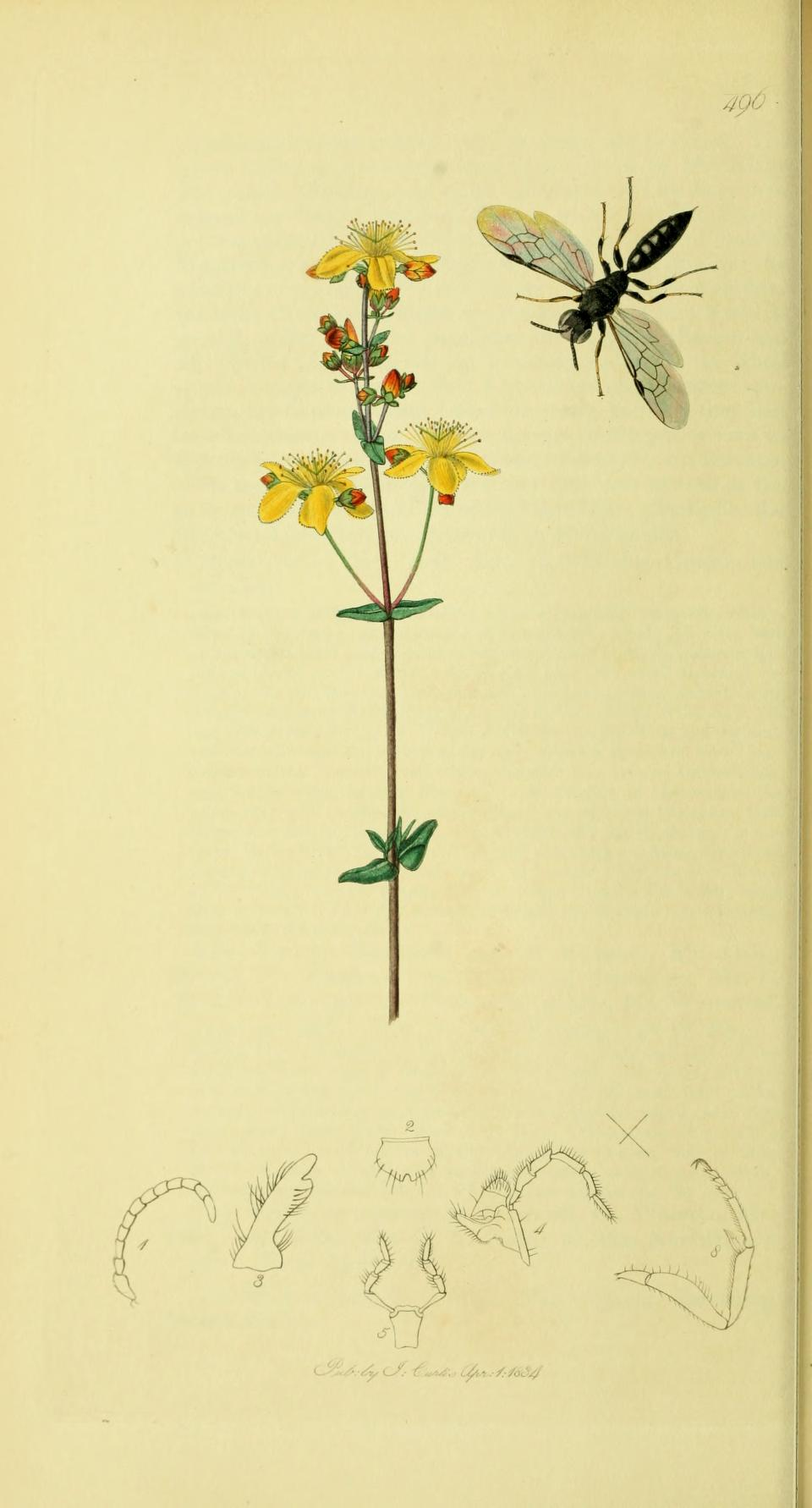